# Тасмина Пери
Тасмина Пери (на английски: Tasmina Perry) е британска писателка, авторка на произведения в жанровете любовен роман, романтичен трилър, драма и чиклит.
Пише в жанра трилър под псевдонима Дж. Л. Бътлър (J.L. Butler) и вампирско фентъзи със съпруга си Джон Пери под съвместния псевдоним Миа Джеймс (Mia James).

## Биография и творчество
Тасмина Джейн Бът Пери е родена в Салфорд, Англия. Отраства в Манчестър. Завършва през 1990 г. право в Бирмингамския университет. След дипломирането си стажува като адвокат в голяма адвокатска кантора.
В средата на деветдесетте години напуска кантората и започва да пише в списание „More“ и в други списания за жени като печели наградата „Нова журналистка на годината“. Пише за списанията „Marie Claire“, „Glamour“ и „Heat“, интервюирайки знаменитости като Кейт Бланшет, Рейчъл Вайс, Дейвид Шуимър, Упи Голдбърг и Анджелина Джоли. През 2004 г. е съоснователка на списанието за пътуване и стил „Jaunt“. После става заместник-редактор на списание „InStyle“. След като забременява решава да промени живота си и започва да пише роман, който завършва преди да роди.
Първият ѝ роман „Любовта не се купува“ е публикуван през 2006 г. Той незабавно става бестселър и я прави известна. Тя напуска журналистиката и се посвещава на писателската си кариера.
Тасмина Пери живее със семейството си в район „Клафам“ в Лондон.

## Произведения

### Като Тасмина Пери

#### Самостоятелни романи
- Daddy's Girls (2006)
Любовта не се купува, изд.: ИК „Бард“, София (2008), прев. Лили Христова
- Gold Diggers (2007)
- Guilty Pleasures (2008)
- Kiss Heaven Goodbye (2010)
- Perfect Strangers (2012)
- Deep Blue Sea (2013)
- The Proposal (2013)
- The Last Kiss Goodbye (2015)
- The House on Sunset Lake (2016)
- The Pool House (2017)
- Friend of the Family (2018)

#### Серия „Поверително“ (Confidential)
1. Original Sin (2009)
Първороден грях, изд.: ИК „Бард“, София (2012), прев. Анета Макариева-Лесева
2. Private Lives (2011)

#### Серия „Островът на милионерите“ (Billionaire Island Trilogy)
1. Desire (2015)
2. Envy (2016)
3. Revenge (2016)

### Като Дж. Л. Бътлър

#### Самостоятелни романи
- Mine (2018)

### Като Миа Джеймс

#### Серия „Рейвънууд“ (Ravenwood)
1. By Midnight (2010)
2. Darkness Falls (2011)
3. Sleeping Angel (2013)